# Jan Gruter
Jan Gruter, o Gruytere, conegut també sota la forma llatinitzada Janus Gruterus, (Anvers, 3 de desembre 1560 – Heidelberg, 20 de setembre 1627), va ser un filòleg, antiquari i historiador flamenc.

## Biografia
Va néixer a Anvers el 3 de desembre de 1560, de pare flamenc i mare anglesa. El pare era mercant i burgmestre d'Anvers Walter (Wouter) de Gruutere († 1588), la mare Catherine Tishem (Thysmayer) († 1595) de Norwich. La família Gruter va fugir cap a Anglaterra durant la guerra dels vuitanta anys. Després d'haver estudiat durant alguns anys al Caius College a Cambridge, Jan Gruter es va transferir a la Universitat de Leiden, on va ser deixeble d'Hug Donellus i de Justus Lipsius, i va obtenir el títol de Magister artium el 1584. En el 1586 va ser nomenat professor d'història a la Universitat de Wittenberg, però, com que va rebutjar de subscriure la fórmula concordiae, va haver d'abandonar el càrrec. Del 1589 al 1592, va ensenyar a Rostock, i tot seguit a Heidelberg, on el 1602 va ser nomenat bibliotecari de la universitat. Va morir el 20 de setembre de 1627 a Verhelden prop de Heidelberg.

## Obres
Gràcies a la seva curada educació clàssica, que rebé a Anglaterra i als Països Baixos, va publicar nombroses edicions de clàssics llatins (Seneca, Heidelberg 1593; Marcial, Frankfurt 1596; Sal·lusti i Tàcit ibidem 1607; Scriptores Historiae Augustae, Hanau 1611, vol. 2, ecc.) i sobretot el corpus Inscriptiones antiquae totius orbis romani (Heidelberg 1603, 2 vols.), que, gràcies als índexs que va afegir Scaliger, va constituir el primer corpus universal epigràfic de referència, una més que notable contribució a la naixent ciència epigràfica. No va ser fins ben començat el segle xviii que Ludovico Muratori va confeccionar una actualització d'aquest corpus epigràfic.
El 1608 va publicar a Frankfurt dos volums que contenien respectivament 1399 i 1481 pàgines de text, titulats Delitiae CC. Italorum Poetarum, huius superiorisque aevi illustrium; van ser els primers d'una sèrie de Delitiae que va gaudir de reputació. Totes foren publicades en petit format a Frankfurt en el curs de la mateixa dècada. El seu nom apareix al frontispici sota un pseudònim en anagrama #'Ranutius Gherus#' (#'Collectore Ranvtio Ghero#'). A les Delitiae Italorum Poetarum van seguir les Delitiae C. poetarum Gallorum (1609) i les Delitiae C. poetarum Belgicorum (1614). La sèrie va ser continuada per altres erudits amb les Delitiae poetarum Germanorum (1612), les Delitiae poetarum Hungarorum (1619) i les Delitiae poetarum Scotorum (1637).
Subratllarem també els Suspicionum libri IX: correccions i glosses interpretatives a Plaute, Terenci i Sèneca; el Florilegium ethico-politicum (Frankfurt 1610): recull de sentències i proverbis grecs, italians, francesos, alemanys, espanyols, etc.; el Chronicon chronicorum ecclesiastico-politicum (Frankfurt 1614, voll. 4), compilació d'història de l'Església; a més d'altres obres de caràcter molt variat, collectaneae, antologies, on Gruter va bolcar la seva gran doctrina i habilitat compiladora.

## Publicacions
- Pericula poetica, id est : Elegiarum libri IV ; Manium Guillielmianorum liberunus ; Epigrammatum libellus ; Harmosynes, sive ocellorum libellus, Heidelberg, 1587, in-12.
- Pericula secunda, Heidelberg, 1590, in-12.
- Suspicionum Libri novem, in quibus varia scriptorum loca, præcipue vero Plauti, Apuleii et Senecae, emendantur, Wittemberg, 1591, in-8°.
- Confirmatio suspicionum extraordinariorum, contra Dion. Godefredi in Senecam conjecturas, Wittemberg, 1591, in-8°.
- Animadversiones in Senecae Opera, Heidelberg, 1594, in-f° ; Ginebra, 1595, 2 vol. in-12.
- Notæ ad Flori libros IV Rerum Romanarum, Heidelberg, 1597, in-8°.
- Papinii Statii Opera, Heidelberg, 1600, in-8°.
- Valerii Martialis Epigrammata, cum notis, Heidelberg, 1600, in-12 ; Francoforte sul Meno, 1602, in-16 ; Leiden, 1619, in-12.
- Inscriptiones antiquæ totius orbis Romani, auspiciis Jos. Scaligeri ac M. Velseri accedunt XXIV Scaligeri Indices, 2 voll. in-f°, s.l., però publicades a Heidelberg el 1601 segons Nicéron, a Amsterdam el 1603 segons Fabricius, 4 vol. in-f °.
- Lampas sive Fax artium liberalium, hoc est thesaurus criticus, in quo infinitis locis theologorum, philosophorum, oratorum, historicorum, poetarum, grammaticorum scripta supplentur, corriguntur, illustrantur, notantur, Frankfurt, 1602-1612, 6 vol. in-8°.
- Nota Tyronis et Annaei Senecae, sive characteres quibus utebantur Romani veteres in scriptura compendiaria, Frankfurt, 1603, in-f°.
- L. Annaei Senecae Tragœdia, Heidelberg, 1604, in-8° ; Leiden, 1621 et 1708, in-8°.
- Onosandri Strategicus, sive de imperatoris institutione ; accessit Urbicii Inventum adjiciuntur J. Gruteri Discursus varii ad aliquot insigniora loca Taciti atque Onosandri, París, 1604, in-4° ; Frankfurt, 1607, in-8° ; Amsterdam, 1673, in-8°.
- Discursus politici in Tacitum, Leipzig, 1679, in 4°.
- Duodecim Panegyrici veteres emendati, aucti, Frankfurt, 1607, in-16.
- Veleli Paterculi Historia Romanæ, Frankfurt, 1607, in-12.
- Sallustii Opera, cum J. Ricit, Glareani, Aldi Manulii, F. Ursini, Jani Douzæ Janique Gruteri notis, Frankfurt, 1607, in-8°.
- Deliciæ CC Poetarum Italorum hujus superiorisque ævi, Frankfurt, 1608, 2 vol. in-16, amb el pseudònim «Ranatius Gherus».
- Historiæ Augustæ Scriptores, cum notis politicis, Frankfurt, 1609, in-f° ; Hanau, 1611, in-f°.
- Deliciæ C Poetarum Gallorum hujus superiorisque æus, Frankfurt, 1609, 3 vol. in-16.
- Deliciæ C Poetarum Gallorum hujus superiorisque ævi, Frankfurt, 1609, 3 vol. in-16.
- Florilegium ethico-politicum, cum gnomis Græcorum, proverbiis germanicis, belgicis, britannicis, italicis, gallicis, hispanicis, Frankfurt, 1610-1612, 3 vol. in-8°.
- Plinii Epistolæ cum notis, Frankfurt, 1611, in-16.
- Deliciæ C Poetarum Belgicorum hujus superiorisque ævi, Frankfurt, 1614, 4 vol. in-16.
- Chronicon Chronicorum ecclesiastico-politicum, Frankfurt, 1614,4 vol. in-8°, amb el pseudònim «Joannes Gualterus».
- M. T. Ciceronis Opera, emendata a Jano Guillielmio et Jano Grutero, cum notis, Amburgo, 3 vol. in-f° ; ibid., 1618, 5 vol. in-f° ; Amsterdam, 1661, 2 voll. in-4°, a cura di Schrelvius ; Leiden, 1692, 2 voll. in-4°, a cura di Jakob Gronov,.
- Orationes politicae Dinarchi, Lesbonactis, Lycurgi, Herodis, Demadis, graece et latine, Hanau, 1619, in-12.
- Christophori Pflugii Epistola monitoria, in qua fatuitas Apologiæ Joan. Ph. Parei contra J. Gruterum detegitur, Wittemberg, 1620, in-12.
- Plauti Comædia, Wittemberg, 1621, in-4°.
- Florilegium magnum, sive Polyantheæ tomus secundus, Estrasburg, 1624, in-f°.
- Bibliotheca Exulum, seu enchiridion divinæ humanæque prudentiæ, Estrasburg, 1624, in-12 ; Frankfurt, 1695, in-12.
- Ovidii Opera, Leiden, 1629, 3 vol. in-16.